# 봉산로 (예산군)
봉산로(Bongsan-ro)는 충청남도 예산군 봉산면 하평삼거리에서 예산군 봉산면 마교교차로를 이어주는 도로이다

## 주요 경유지
충청남도
- 예산군 (봉산면)

## 노선
| 이름        | 접속 노선                   | 소재지 | 소재지 | 비고 |
| ----------- | --------------------------- | ------ | ------ | ---- |
| 하평삼거리  | 국도 제40호선 (예덕로)      | 예산군 | 봉산면 |      |
| 하평교      |                             | 예산군 | 봉산면 |      |
| 당곡교      |                             | 예산군 | 봉산면 |      |
| 봉산 교차로 | 지방도 제618호선 (봉명산로) | 예산군 | 봉산면 |      |
| 금치교      |                             | 예산군 | 봉산면 |      |
| 마교 교차로 | 지방도 제619호선 (한천로)   | 예산군 | 봉산면 |      |